# Un éclair de génie (film)
Pour plus de détails, voir Fiche technique et Distribution.
Un éclair de génie (Chariots of Fur) est un film américain d'animation Looney Tunes de 7 minutes et mettant en scène Bip Bip et Vil Coyote réalisé par Chuck Jones en 1994.

## Fiche technique
- Réalisateurs : Chuck Jones
- Producteur : Chuck Jones et Linda Jones Clough
- Compositeur : George Daugherty et Cameron Patrick